# Старі леви
Старі леви — комедійний фільм 2003 року.

## Сюжет
Малого і невпевненого в собі хлопця Волтера мати Мей (жіночка вертлявої натури) привозить до двох старих дядьків. Вони не дуже раді цьому візиту, оскільки живуть майже як відлюдники. Ходять чутки, що старі ветерани приховують величезні статки (купу грошей). Мей дає Волтеру завдання дізнатися, де вони їх ховають, очевидно, щоб потім привласнити. Але події розгортаються в іншому руслі.